# François Bizot
Pour les personnes ayant le même patronyme, voir Bizot.
François Bizot, né le 8 février 1940 à Nancy, est un anthropologue français, spécialiste du bouddhisme du Sud-Est asiatique (Cambodge, Thaïlande, Birmanie, Laos, Sud-Yunnan) à l'École française d'Extrême-Orient (EFEO) et à l'École pratique des hautes études (EPHE).

## Biographie
Formation : Collège de la Malgrange (Jarville), École des géomètres de Nancy, stages au Musée du Fer de Nancy (Albert France-Lanord) et au Musée du Louvre (Michel Petit), séminaires de Jean Filliozat (Philologie indienne) et d’André Bareau (Philologie bouddhique) à l’École pratique des Hautes études (EPHE), et de Georges Condominas (Ethnologie et sociologie de l’Asie du Sud-Est) à l’École des Hautes études en sciences sociales (EHESS).
En 1965, François Bizot est recruté par l’École française d’Extrême-Orient (EFEO) et détaché à la Conservation d’Angkor (Cambodge), chargé du relevé topographique des monuments extérieurs et de l’atelier des restaurations. Parallèlement, sous la direction de Jean Filliozat, alors directeur de l’EFEO, il prépare une thèse de recherche sur le bouddhisme des Khmers. Son travail à la Conservation lui fournit l’occasion de pénétrer dans l’arrière-pays. Il s’installe dans un village d’Angkor (Srah Srang) où il partage le quotidien des habitants et se marie. Après la destitution de Sihanouk et l’invasion du site des temples par les Nord-vietnamiens, la Conservation cesse ses activités. Au début des années 1970, il est nommé à Phnom Penh pour représenter l’École.
Le 10 octobre 1971, lors d'un déplacement dans la région d'Oudong, il est arrêté avec deux de ses assistants cambodgiens par des miliciens khmers rouges et conduit dans un camp d'extermination (M13) dirigé par Kang Kek Ieu, alias Douch qui deviendra, entre 1975 et 1979, le directeur du centre d'interrogatoire de Tuol Sleng (S21). Le 24 décembre 1971, après deux mois et demi de détention dans des conditions difficiles qu'il décrira dans son livre Le Portail, il arrivera à convaincre ses geôliers que son séjour au Cambodge est motivé par des raisons ethnologiques et non politiques et sera libéré. Ses collaborateurs capturés avec lui seront exécutés,.
Trois ans plus tard, le 17 avril 1975, quand Phnom Penh tombe aux mains des troupes khmers rouges, François Bizot est dans la capitale cambodgienne d'où il assiste à l'évacuation de la ville. De nombreux étrangers et Cambodgiens viennent alors se réfugier à l'ambassade de France où il utilisera ses connaissances de la langue khmère pour assister le consul Jean Dyrac (l'ambassadeur avait été rappelé en 1971) en tant qu'interprète. Il aura ainsi à transmettre la demande des nouvelles autorités qui exigeront qu'on leur livre toutes les personnes qui ne détiennent pas un passeport étranger. François Bizot quittera finalement le Cambodge le 8 mai 1975 dans le dernier convoi à destination de la Thaïlande.
Il a relaté ces quelques années et ce parcours dans son livre Le Portail,, récompensé par le prix Louis de Polignac de l’Académie française, 2000; le prix littéraire de l’Armée de terre Erwan Bergot, 2000; le prix des Deux-Magots, 2001; le prix Marianne 2001; le prix des Bibliothèques pour tous, 2001; le Grand Prix Jules Verne, 2001; le prix des lectrices de Elle, catégorie Essai, 2001; le Grand Prix international Tiziano Terzani, 2005. Son aventure au Cambodge a aussi inspiré deux films, Derrière le portail de Jean Baronnet, sorti en 2004, et Le Temps des aveux de Régis Wargnier sorti en 2014. François Bizot a trois enfants, Hélène, Charles et Laura; sa fille Hélène a donné naissance à un fils avec l’acteur Gérard Depardieu: Jean, né le 14 juillet 2006.
En 1975, après son expulsion par les Khmers rouges qui ont mis à sac la bibliothèque et les implantations de l’École, Bizot est affecté en Thaïlande et poursuit ses recherches sur le bouddhisme. Il récupère à Bangkok les vieux textes manuscrits sur lesquels il travaillait au Cambodge, expédiés par la valise diplomatique, et soustraits in extremis aux autodafés des révolutionnaires. Sur place, il se cantonne d’abord dans un village de la région de Surin (Ta Tiou) puis, sur un terrain français inoccupé laissé à sa disposition par l’ambassade de France, il initie, dans la maison qu'il construit à Chiang Mai, les premières bases d’un centre de travail en appui à ses recherches. Son implantation dans l’ancienne capitale du Lanna se concrétise par l’inventoriage des manuscrits du bouddhisme local, la constitution d’une bibliothèque de travail et d’une photothèque, ainsi que d’une équipe constituée de jeunes chercheurs et d'érudits locaux. Il fait l’acquisition d'un matériel d'édition informatique destiné à la publication d'ouvrages spécialisés dans les écritures régionales, dont l’objectif est de «sauver et de faire connaître» les textes du bouddhisme de la Péninsule, à commencer par ceux du Cambodge. Il crée lui-même, par le moyen du langage Postscript, les caractères électroniques appropriés aux multiples graphies du khmer, du thaï (yuan), du môn, du birman, du lao, parvenant ainsi à surpasser les possibilités de l’imprimerie classique dont les fontes coulées au plomb s’adaptent difficilement aux variétés des écritures manuscrites; une cinquantaine de polices, chacune comprenant plus de 150 signes, sont numérisées.
En 1987, François Bizot est chargé de conférences («Philologie des textes bouddhiques khmers») à la 4e Section de l’EPHE (Sciences historiques et philologiques) dans le cadre de la direction d’études de Claude Jacques. En 1988, il retourne au Cambodge pour y préparer la réouverture d’une antenne de l’EFEO. Avec le concours de Catherine Becchetti, il crée le «Fonds pour l’Édition des Manuscrits» (FEM), dont la mission est de reproduire les textes du bouddhisme au Cambodge (FEMC), en Thaïlande (FEMT) et au Laos (FEML), dans le cadre des publications de l’École. Le 6 septembre 1990, soit avant la reprise des relations diplomatiques entre la France et le Cambodge, il signe au nom du FEMC, un accord de coopération avec le Ministère de la Culture. C’est le retour officiel de l’École française d’Extrême-Orient, dont la première urgence est de microfilmer et de restaurer les tout derniers manuscrits réchappés des Khmers rouges. Il pose les nouvelles bases d'une antenne de l'École, avec l'assistance in situ d’Olivier de Bernon. En 1992, il est membre de l'URA 1025 (Centre de recherche linguistique sur l'Asie orientale, Alain Peyraube) CNRS et collabore l'année suivante avec l'URA 1735 (Centre d'Étude de l'Écriture, Anne-Marie Christin) CNRS / Paris VII. Le 6 avril 1993, il est désigné par Léon Vandermeersch, directeur de l’École, pour ouvrir un autre poste de l’École au Laos, avec l’assistance de François Lagirarde sur place. Le 14 mars 1994, il obtient des Domaines que le terrain français de Chiang Mai, où s’élève désormais le premier Centre de recherche de l’École en Thaïlande, soit transféré à l’EFEO à titre de dotation. Il est ensuite affecté à Vientiane et poursuit ses recherches dans les provinces du Nord-Laos, jusque dans les zones de parlers taï du Sud-Yunnan en Chine. La même année, il est élu directeur d’études à la 5e Section de l’EPHE (Sciences religieuses), titulaire de la chaire «Bouddhisme d’Asie du Sud-Est». En 1998, il est nommé membre du Conseil national des Sciences humaines et sociales. En 2008, il devient directeur d’études émérite à l'École française d'Extrême-Orient.
Par une longue immersion dans les cultures locales et l’introduction d’une démarche proprement ethnographique dans le champ des études bouddhiques, François Bizot a mis au jour l’existence d’un fonds de manuscrits en écritures vernaculaires, totalement inédit, rattaché à la fois aux doctrines tantriques du Vajrayāna et à l’évolution en Inde des préceptes du bodhisattva (Mahāyāna). Ces textes, peu divulgués, voire niés dans les sphères officielles, restaient jusqu’à une date récente pleinement assumés par l’ensemble des communautés locales, qui continuaient à en produire d’innombrables copies. Les liens qu’il a nourris avec les savants du cru lui ont donné des clés d’accès indispensables pour aborder cette littérature ésotérique dont les sources anciennes sont liées à l’époque où le bouddhisme existait toujours dans le sous-continent indien.
Ses enquêtes de terrain sur l’histoire des écoles (nikāya), les signes monastiques, la symbolique obstétrique du costume religieux, le rituel des ordinations et l’ascèse des moines forestiers (dhūtang) montrent, à l’appui de ses travaux à l’EFEO et de ses conférences à l’EPHE, l’existence d’un bouddhisme ésotérique de type tantrique, en marge du bouddhisme officiel issu des réformes du Mahāvihāra cingalais (XIIe siècle) et sans doute antérieur aux premiers témoignages épigraphiques du pāli à Angkor (XIVe siècle), mais commun sur le fond à l’ensemble des populations indianisées de la péninsule indochinoise.

## Ouvrages
- «Les ensembles ornementaux illimités d’Angkor», Arts asiatiques, Cahiers publiés par l'École française d'Extrême-Orient avec le concours du CNRS, Tome XXI, Paris 1970.
- «La figuration des pieds du Bouddha au Cambodge», Études asiatiques, XXV, Berne 1971.
- Histoire du Reamker, Récit recueilli et présenté par F. Bizot, École française d'Extrême-Orient, Phnom Penh 1973 [Autres éditions : Bangkok 1980, 1983; Phnom Penh 1991, 1993]. (en khmer, intro. en français)
- Le Figuier à cinq branches, Recherches sur le bouddhisme khmer, I, Publication de l’École française d’Extrême-Orient, CVII, Paris 1976.
- «La grotte de la naissance», Recherches sur le bouddhisme khmer, II, Bulletin de l’École française d’Extrême-Orient, t. LXVII, Paris 1980
- Le don de soi-même, Recherches sur le bouddhisme khmer, III, Publication de l’École française d’Extrême-Orient, vol. CXXX, Paris 1981.
- «Notes sur les yantra bouddhiques d'Indochine», Tantric and Taoist Studies, in honour of R. A. Stein, Mélanges chinois et bouddhiques, t. XX, edited by Michel Strickmann, vol. I, Bruxelles 1981.
- «The Reamker», Asian Variations in Rāmayāna, «Variations in Ramāyāna in Asia: Their Cultural, Social and Anthropological Significance», edited with an Introduction by K. R. Srinivasa Iyengar, Sahitya Akademi, New Delhi 1983. (en anglais)
- «Une représentation inattendue du Figuier à cinq branches», Le Cambodge, t. II, ASEMI, vol. XV, 1-4, Paris 1984.
- «The Buddha of Vat Phra Yun», Religion and Beliefs, International Conference on Thai Studies, August 22-24, IV, Bangkok 1984. (en anglais)
- «Jaune safran, couleur des moines», Géo, Thaïlande, Religion, no 78, août 1985.
- «La création initiatique dans le bouddhisme en Asie du Sud-Est», Mythes et Croyances du Monde entier, IV, Les mondes asiatiques, sous la direction de André Akoun, Paris 1985.
- «Bhikkhu, tāpas, ācārya and brahmins in communities in Cambodia and Thaïlande», Zeitschrift des Deutschen Morgenlandischen Gesellschaft, Supplement VI, XXII. Deutscher Orientalischtentag, vom 21. bis 25, marz 1983 in Tubingen, Stuttgart 1985.
- Les traditions de la pabbajjā en Asie du Sud-Est, Recherches sur le bouddhisme khmer, IV, Avec une préface d'Heinz Bechert, Abhandlungen der Akademie der Wissenschaften in Göttingen, Philologisch-Historische Klasse, Folge 3, Nr. 169, Göttingen 1988.
- «Theravāda : La tradition d'Asie du Sud-Est», Encyclopédie philosophique universelle, t. I, L'Univers philosophique, Volume dirigé par André Jacob, Presses Universitaires de France, Paris 1989, 1998, 2000.
- Rāmaker, ou L'amour symbolique de Rām et Setā, Recherches sur le bouddhisme khmer V, Publication de l'École française d’Extrême-Orient, CLV, Paris 1989.
- «Les origines du Theravāda de la Péninsule», in : La Thaïlande des débuts de son histoire au XVe siècle, Premier symposium franco-thaï, 18-24 juillet 1988, Actes du colloque, Bangkok 1990.
- «Préface» in : Catherine Becchetti, Le Mystère dans les lettres, Édition des Cahiers de France, Bangkok 1991.
- Le Chemin de Lankā, «Textes bouddhiques du Cambodge», Publication du Fonds pour l'édition des manuscrits, no 1, École française d’Extrême-Orient, Paris-Chiang Mai-Phnom Penh 1992.
- «Le dhammakāya, corps de Buddha», in : Texte bouddhiques du Cambodge, no 1, Publication du Fonds pour l'édition des manuscrits, École française d’Extrême-Orient, 1992.
- Ratanamālā, La guirlande de Joyaux (avec Oskar von Hinüber), «Textes bouddhiques du Cambodge», Publication du Fonds pour l'édition des manuscrits, no 2, École française d’Extrême-Orient, Paris-Chiang Mai-Phnom Penh 1993,
- «Présentation», in : Recherches nouvelles sur le Cambodge, Publiées sous la direction de F. Bizot, Études thématiques, no 1, École française d'Extrême-Orient, Paris 1994.
- Le bouddhisme des Thaïs, Brève histoire de ses mouvements et de ses idées des origines à nos jours, Édition des Cahiers de France (FEM), Bangkok 1994,
- «La consécration des statues et le culte des morts », in: F. Bizot (Dir.), Recherches nouvelles sur le Cambodge, École française d’Extrême-Orient, Paris 1994.
- «André Bareau, 1921-1993» (Nécrologie), in : Bulletin de l'École française d’Extrême-Orient, t. 83, Paris 1994.
- «Les origines du bouddhisme khmère», Actes du colloque sur le Pays khmer, Claude Jacques (Dir.), École pratique des Hautes-Études, Paris 1995.
- «Les mesures bouddhiques selon le Vinaya et d'après les commentaires pāli de Ceylan et d'Asie du Sud-Est», in : De Poids et de Mesures en Asie du Sud-Est, Systèmes métrologiques et société, IRSEA-CNRS, Paris 1994, CNRS, Paris 1995.
- Ethnologie des sociétés de l’Asie du Sud-Est et de l’Océanie, Comptes rendus des conférences de M. François Bizot, Directeur d’études, Annuaire de l’École pratique des hautes études, Section des sciences religieuses, T. 104 (1995-1996), pp. 43-50.
- La pureté par les mots (Saddavimālā) (avec François Lagirarde), «Textes bouddhiques du Laos», Publication du Fonds pour l'édition des manuscrits, no 3, École française d’Extrême-Orient, Paris-Chiang Mai-Phnom Penh 1996.
- Pāli veyyākarana, 1. Akkharavidhi, par Mahā Sila Viravongs, Présentation, composition, réédition par F. Bizot, Publications du Fonds pour l'édition des manuscrits, Vientiane 1996. (en lao)
- Bouddhisme d’Asie du Sud-Est, Comptes rendus des conférences de M. François Bizot, Directeur d’études, Annuaire de l’École pratique des hautes études, Section des sciences religieuses, T. 105 (1996-1997), pp. 75-86.
- Bouddhisme d’Asie du Sud-Est, Comptes rendus des conférences de M. François Bizot, Directeur d’études, Annuaire de l’École pratique des hautes études, Section des sciences religieuses, T. 106 (1997-1998), pp. 61-75.
- «Une écriture codée des noms du Buddha» (avec Catherine Becchetti), in : L'écriture du nom propre, Actes du colloque publiés par le Centre d'Étude de l'Écriture, CNRS, L'Harmattan 1998.
- «Postface», in : Georges Condominas, Le bouddhisme au village, Éditions des Cahiers de France (FEM), Vientiane 1998.
- «Bouddhisme. Asie du Sud-Est», in : Dictionnaire critique de l'ésotérisme, Sous la direction de Jean Servier, Presses Universitaires de France, 1998.
- Bouddhisme d’Asie du Sud-Est, Comptes rendus des conférences de M. François Bizot, Directeur d’études, Annuaire de l’École pratique des hautes études, Section des sciences religieuses, T. 107 (1998-1999), pp. 109-115.
- «La conservation du patrimoine», in : F. Bizot (Dir.), Laos, restaurer et préserver le patrimoine national, Colloque EFEO (Catherine Becchetti), Édition des Cahiers de France (FEM), Vientiane 1999.
- «Écritures bouddhiques d'Asie du Sud-Est » (avec Catherine Becchetti), in : Histoire de l'écriture, De l'idéogramme au multimedia, Sous la direction de Anne-Marie Christin, Flammarion, Paris 2001, 2012.
- «Paul Lévy, 1909-1998» (Nécrologie), in : Annuaire de l'École pratique des Hautes-Études, Ve Section, no 108, Paris 1999.
- Pour une politique des sciences de l'Homme et de la Société, A. Supiot (Dir.), Recueils et Travaux 1998-2000 (collectif), Presses Universitaires de France, Paris 2001.
- «La place des communautés du Nord-Laos dans l'histoire du bouddhisme d'Asie du Sud-Est», in: Bulletin de l'École française d'Extrême-Orient, Tome 87, Paris 2000.
- «Jean Boulbet, 1926-2007» (Nécrologie), in : Bulletin de l'École française d'Extrême-Orient, t. 93 Paris 2006.
- «L'horoscope perdu des devins du Cambodge», Les astres et le destin, Astrologie et divination en Asie orientale, Extrême-Orient Extrême-Occident, 35, 2013.
- «La spéciation des trois-robes et l’ADN du Buddha, Recherches sur le bouddhisme khmer, VI», in : Regards sur la mer intérieure : Mélanges à la Mémoire d’Hubert Durt, I, Asie du Sud-Est, Édité par Bernard Faure et Iyanaga Nobumi, Mélanges chinois et bouddhiques, Vol. XXXVI, Peeters, Leuven - Paris - Bristol 2025, pp. 203-269..
- Le bouddhisme du Globe de Cristal. Des rites prénuptiaux d'Angkor à la généalogie des cinq Buddha, Ontologie et histoire, Recherches sur le bouddhisme khmer, VII (en préparation).

Récits & roman :
- Le portail (récit), Préface de John Le Carré, Éd. de La Table Ronde 2000, Éd. Folio 2002.
- «Préface» in : David Chandler, S-21 ou le crime impuni des Khmers rouges, Éd. Autrement, Paris 2002.
- «Préface» in : Le portail, naissance d'un bourreau (Version illustrée du Portail), dessins de Guy Forgeois, Éd. Talents Hauts, Paris 2006.
- Le Saut du Varan (roman), Éd. Flammarion 2006, Éd. Folio 2008.
- Le Silence du bourreau (récit), Éd. Flammarion 2011, Éd. Folio 2013.

## Distinctions et récompenses
- Médaille d'honneur des Affaires étrangères (27 juin 1975)
- Chevalier dans l’ordre de la Légion d’honneur (28 mars 1997)
- Chevalier dans l’ordre national du Mérite (16 mai 1992)
- Chevalier dans l'ordre des Palmes académiques
- prix des Deux Magots pour Le Portail en 2001[13]
- Prix littéraire de l'Armée de terre - Erwan Bergot pour Le Portail en 2000[14]